# فريتز تيله
فريتز تيله (بالألمانية: Fritz Thiele)‏ هو مقاوم وعسكري ألماني، ولد في 14 أبريل 1894 في برلين في ألمانيا، وتوفي في 4 سبتمبر 1944 في سجن بلوتزينسي في ألمانيا بسبب شنق.